# Edgar Wallace
Richard Horatio Edgar Wallace (Greenwich, Nagy-Britannia, 1875. április 1. – Beverly Hills, USA, 1932. február 10.) angol krimi-, újság- és színműíró. 175 regényt, 24 színdarabot és számos újságcikket írt. Regényeit több, mint 160 esetben filmesítették meg.

## Élete
Egy színész és egy színésznő egyéjszakás kalandja során fogant. Édesapja, Richard Horatio Edgar, sohasem tudott létezéséről. Az édesanya újszülött gyermekét egy szerető házaspár gondjaira bízta. A Freeman családban Edgar a Richard Freeman nevet viselte. 
Anyai ágról egy, apai ágról több féltestvére volt. Édesanyjának leányát, tragikusan fiatalon meghalt nővérét sohasem ismerhette meg. 
1898-tól a Daily Mail c. újságnál dolgozott, mint haditudósító. 1902-től a Rand Daily Mail szerkesztője volt, majd a kislánya halála okozta sokk és a felelőtlen életstílusa miatt 1903-tól alszerkesztőként helyezkedett el a Daily Mail-nél.
Édesanyja ekkor kereste fel, anyagi támogatást remélve. Édesanyja, Edgar feleségével egyetemben nem tudott az író elszegényedéséről. A hirtelen felbukkanó nővel az író keményen viselkedett, csupán néhány pennyvel segítette ki. A nő nem sokkal ezután meghalt. Bár Edgar megbánta tettét, hogy nem hallgatta meg édesanyját, nem volt többé lehetősége találkozni vele.
Feleségének második terhessége alatt Wallace haditudósítóként dolgozott az orosz–japán háborúban. Onnan hazatérve, a kémek életétől megihletve, megírta első könyvét, a Négy igaz embert. A könyv körül az író túl nagy reklámhadjáratot indított. Rengeteg pénzt veszített azzal, hogy versenyt hirdetett az olvasók között, hogy találják ki a pontos befejezést, azonban nem korlátozta a lehetséges nyertesek számát. 1907-ben Kongóból tudósított, miközben felesége ismét gyermeket várt. Kongóból hazatérve, kétes ügyei miatt elbocsátották. Ezután már felesége elől sem titkolhatta tovább rossz anyagi helyzetüket, emiatt a pár amúgy sem stabil kapcsolata még inkább meggyengült.
Egy magazin romantikus történetek megírására kérte föl, de ő inkább afrikai történeteket adott el a kiadónak, amelyekkel nagy sikereket ért el. Folyamatosan írta könyveit, hogy családja megélhetését biztosítsa.
1908-ban találkozott elhunyt féltestvérének leányával, akitől megtudta édesanyja halálhírét és életének igaz történetét. A bűnbánat, amit édesanyja meg nem hallgatása okozott, örökre beleivódott Edgar személyiségébe. Legjobb műveit az ezt követő évtizedben, 1908 és 1918 között írta. Első szerelmével való találkozást ártatlan flörtölés követte, amelynek a feleség féltékenykedése és újabb gyermekáldás vetett véget.  
Felesége 1918-ban beadta a válókeresetet, ezután az író feleségül vette nála jóval fiatalabb titkárnőjét. Kettejüknek egy közös gyermekük született 1923-ban. A gyermek születése, a rendeződött magánélet jó hatással volt Wallace írói munkásságára.  
Előző felesége, aki válásuk után is támogatta írói munkásságát 1926-ban halt meg mellrákban. 
Wallace írói felemelkedése, elismertsége a következő években kapott szárnyra.

## Munkássága

### Bűnügyi regények
- Az akasztott kéz bosszúja (The terrible people, 1926)
- Az alvilág kísértete (The Flying Squad, 1928)
- Az álarcos béka (The Fellowship of the Frog, 1925)
- Az árnyember (The Guv'nor and Other Short Stories, 1932)
- A bíró vétke (Mr Justice Maxwell, 1922)
- A borzalmak tornya (Terror Keep, 1927)
- A bosszúálló (The Avenger, 1926)
- A "dilettáns" zsaroló (avagy Az eltűnt millió) (The Joker, 1926)
- Az ember, aki nem is él (The Man Who Was Nobody, 1927)
- A fekete kísértet (The Black Abbott, 1926)
- A gyilkos fekete mamba (The Three Just Men, 1925)
- Hét lakat alatt (The Door with Seven Locks, 1926)
- A kalandor (Kate Plus Ten, 1919)
- A kék kéz (The Blue Hand, 1925)
- A megriadt hölgy esete (The Frightened Lady, 1933)
- Sanders, a folyam ura (Sanders of the River, 1911)
- Sába királynőjének öve (The Ghost of Down Hill, 1929)
- A Scotland Yard és a gumiemberek (The India-Rubber Men, 1929)
- A smaragd nyaklánc (The Square Emerald, 1926)
- A titokzatos ház (The Secret House, 1917)
- A 13-as szoba (Room 13, 1924)
- Az úri csavargó (The Northing Tramp, 1926)
- A Vörös kör (The Crimson Circle, 1922)
- A zöld íjász (The Green Archer, 1923)
- A zöldszemű szörny (The Green Rust, 1919)
- A titokzatos banda (The Terrible People, 1926)
- Csontos mindent elintéz (The Keepers of the King's Peace)

### Detektívregények
- Fehér arc (White face, 1930)

### Forgatókönyvek
- King Kong (1932)

## Magyarul

### 1944-ig
- A hatalom könyve; ford. Turchányi Tihamér; Athenaeum, Bp., 192? (Ajándék)
- A zöld íjász; ford. Fülöp Zsigmond; Genius, Bp., 1928 (Wallace Edgar művei)
- A Polyantha titka. Regény; ford. ifj. Bókay János; Dick Manó, Bp., 1928 (Wallace Edgar művei)
- A vörös kör; ford. Braun Soma; Genius, Bp., 1928 (Wallace Edgar művei)
- A sárga kígyó. Regény; ford. Kosáryné Réz Lola; Dick Manó, Bp., 1928 (Wallace Edgar művei)
- A titokzatos banda. Regény; ford. Kosáryné Réz Lola; Dick Manó, Bp., 1928 (Wallace Edgar művei)
  - (Az akasztott kéz bosszúja címen is)
- A bandita. Regény; ford. Kosáryné Réz Lola; Dick Manó, Bp., 1928 (Wallace Edgar művei)
- Az elveszett millió. Sepping James detektívfelügyelő kalandjai; ford. Balogh Barna; Pantheon, Bp., 1928 (A Magyar Hírlap regénysorozata)
- Dilettáns gonosztevő. Regény; ford. Fekete Oszkár; Palladis, Bp., 1928 (Wallace Edgar művei)
- Az álarcos béka. Regény; ford. Sebestyén Ede; Légrády, Bp., 1928
- A rémületes arc. Regény; ford. Lendvai István; Palladis, Bp., 1928
- London sötét szemei. Bűnügyi regény; ford. Lovik Károly; Pantheon, Bp., 1928 (Színe-java)
- A sötét ember. Regény; ford. Lendvai István; Dick, Bp., 1928
- Bosambo. Délafrikai történet; ford. Arányi Erzsébet; Palladis, Bp., 1929 (Wallace Edgar művei)
- Fogadásból csavargó. Regény; ford. Szerelemhegyi Ervin; Dick Manó, Bp., 1929 (Wallace Edgar művei)
- A gyémántfolyam. Regény; ford. Bársony Dezső; Dante, Bp., 1929 (Olcsó Wallace)
- A hatalom könyve. Regény; ford. Sz. Gyömrői Boriska; Dante, Bp., 1929
- Kató és a tizek. Regény; ford. Havas József; Dante, Bp., 1929 (Olcsó Wallace)
  - (A kalandor címen is)
- A kék kéz. Regény; ford. György Oszkár; Dante, Bp., 1929 (Olcsó Wallace)
- A megtorlás. Regény; ford. Hornyánszky Ernőné; Dante, Bp., 1929 (Olcsó Wallace)
  - (A bosszúálló címen is)
- A pénzhamisító. Regény; ford. Wiesner Juliska; Dante, Bp., 1929 (Olcsó Wallace)
- A titokzatos ház. Regény; ford. Házsongárdy Gábor; Dante, Bp., 1929 (Olcsó Wallace)
- A 13-as szoba. Regény; ford. Havas József; Dante, Bp., 1929 (Olcsó Wallace)
- A kísértetek völgye; ford. Latzkó Hugó; Genius, Bp., 1929 (Wallace Edgar művei)
- A tollas kígyó bosszúja. Regény; ford. Wiesner Juliska; Dante, Bp., 1929 (Olcsó Wallace)
- A smaragd nyaklánc; ford. Fülöp Zsigmond; Genius, Bp., 1929
- A titokzatos mester; ford. Margittai Szaniszlóné; Genius, Bp., 1929
- A bíró vétke. Regény; ford. Z. Tábori Piroska; Dante, Bp., 1929 (Olcsó Wallace)
- Bones úr Londonban. Regény; ford. Z. Tábori Piroska; Dante, Bp., 1929 (Olcsó Wallace)
- A versenyparipa. Regény; ford. Wiesner Juliska; Dante, Bp., 1929 (Olcsó Wallace)
- Borzalmak kastélya. Regény; ford. Zigány Árpád; Palladis, Bp., 1929 (Wallace Edgar művei)
- Az erőszak ökle. Regény; ford. Kosáryné Réz Lola; Dick Manó, Bp., 1929 (Wallace Edgar művei)
- A halál angyala. Regény; ford. Sz. Gyömrői Boriska; Palladis, Bp., 1929 (Wallace Edgar művei)
- A Polyantha titka. Regény; ford. ifj. Bókay János; Palladis, Bp., 1930 (Kalandos könyvek)
- A fekete kísértet. Regény; ford. Endre Dénes; Palladis, Bp., 1930 (Wallace Edgar művei)
- A görbe tű. Regény; ford. György Ede; Kaland Könyvkiadó, Bp., 1930[1] (A Kaland 111 filléres regényei)
- A bosszúálló. Regény; ford. Fodor Erzsébet; Palladis, Bp., 1930 (Olcsó Wallace)
  - (A megtorlás címen is)
- A három igaz ember. Regény; ford. Zigány Árpád; Palladis, Bp., 1930
  - (A gyilkos fekete mamba címen is)
- A besúgó. Regény; ford. Lendvai István; Palladis, Bp., 1930 (1 pengős regények)
- A három hölgy titka. Regény; ford. Wiesner Juliska; Dante, Bp., 1930
- A kordovai igaz emberek. Regény; ford. Vándor Iván; Palladis, Bp., 1931 (1 pengős regények)
- A Trója kincse. Regény; ford. Kosáryné Réz Lola; Palladis, Bp., 1931 (1 pengős regények)
  - (A Scotland Yard és a gumiemberek címen is)
- A bajkeverő. Regény; ford. Kosáryné Réz Lola; Légrády, Bp., 1931 (Regény)
- A zöld rozsda. Regény; ford. B. Czeke Vilma; Palladis, Bp., 1932 (1 pengős regények)
  - (A zöldszemű szörny címen is)
- A becsületes betörő. Regény; ford. Wiesner Juliska; Palladis, Bp., 1932 (1 pengős regények)
- A repülő gárda. Regény; ford. Wiesner Juliska; Palladis, Bp., 1932 (1 pengős regények)
  - (Az alvilág kísértete címen is)
- A görbe gyertya. Regény; ford. Forgách Irma; Palladis, Bp., 1932 (Félpengős regények)
- A négy igaz férfi. Regény; ford. Fekete Oszkár; Palladis, Bp., 1932 (Félpengős regények)
- A gyémántcsináló. Regény, 1-2.; ford. Kosáryné Réz Lola; Légrády, Bp., 1932 (Pesti Hírlap könyvek 223-224.)
- Sandi. Afrikai történet; ford. Kosáryné Réz Lola; Palladis, Bp., 1933
- Aki megvette Londont. Regény; ford. Pálföldy Margit; Palladis, Bp., 1933 (Félpengős regények)
- A fehér álarc. Regény; ford. Cavallier Józsefné; Palladis, Bp., 1933 (Félpengős regények)
  - (Fehér arc címen is)
- Kannibálok között; ford. Kosáryné Réz Lola; Palladis, Bp., 1933
- Sandi rendet csinál. Afrikai történet; ford. Kosáryné Réz Lola; Palladis, Bp., 1933
- Sanders, a folyam ura. Afrikai történetek; ford. Kosáryné Réz Lola; Palladis, Bp., 1933
- A nagylábú bandita. Regény, 1-2.; ford. Kosáryné Réz Lola; Légrády, Bp., 1933 (Pesti Hírlap könyvek 275-276.)
- A grófkisasszony. Regény; ford. Fekete Oszkár; Palladis, Bp., 1934 (Félpengős regények)
- Az ember, aki nem is él. Regény; ford. Földes Jolán; Palladis, Bp., 1935 (Ötvenfilléres regények)
- Milliós üzlet. Regény; ford. Pálföldi Margit; Palladis, Bp., 1935 (Félpengős regények)
- A megriadt hölgy. Regény; ford. Endre Dénes; Palladis, Bp., 1935 (1 pengős regények)
- Miss Grier 70 fontja. Regény; ford. Zigány Árpád; Palladis, Bp., 1936 (1 pengős regények)
- A meztelen lábnyom. Regény; ford. Földes Jolán; Palladis, Bp., 1936 (Olcsó Wallace)
- Kalandok a kannibálok földjén. Regény; ford. Kosáryné Réz Lola; Palladis, Bp., 1936 (Wallace: Afrika-könyvek)
- Cápák az óceánjárón. Regény; ford. Fekete Oszkár; Palladis, Bp., 1936 (Olcsó Wallace)
- Kék test, piros sapka. Regény; ford. Fekete Oszkár; Palladis, Bp., 1937 (Félpengős regények)
- A világító kulcs. Regény; ford. Detre László; Palladis, Bp., 1937 (1 pengős regények)
- A hatalom könyve; ford. Sz. Gyömrői Boriska; Tolnai Ny., Bp., 1937 (Világkönyvtár)
- Az embervadász. Regény; ford. ifj. Kertész Árpád; Palladis, Bp., 1938 (1 pengős regények)
- Sandi és a többiek; ford. Kosáryné Réz Lola; Palladis, Bp., 1938 (Wallace: Afrika-könyvek)
- A negyedik csapás. Regény; ford. Supka Géza; Mátravölgyi Ny., Bp., 1942 (Kaland Regények)
- Az erőszak tornya; ford. Havas András Károly; Kaland Könyvkiadó, Bp., 1943
- Csontos, a folyam ura; ford. Gozmány László; Újvilág, Bp., 1943
- A hasonmás; ford. Erdélyi György; Kaland Könyvkiadó, Bp., 1944
- Csontos mindent elintéz. Regény; ford. Erdélyi György; Kaland Könyvkiadó, Bp., 1944

### 1945–1989
- A zöld íjász; ford. Korda István; Ifjúsági Kiadó, Bukarest, 1969
- Hét lakat alatt. Bűnügyi regény; ford. Miklós Katalin; Európa, Bp., 1985 (Fekete könyvek)
  - (Hét lakattal lezárt ajtó címen is)
- A borzalmak tornya. Bűnügyi regény; ford. Lukács Laura; Európa, Bp., 1985 (Fekete könyvek)
- A dilettáns zsaroló; ford. Balogh Barna; Mezőgazdasági, Bp., 1989 (Kék könyvek)
  - (Az eltűnt millió címen is)
- A Scotland Yard és a gumiemberek; ford. Kosáryné Réz Lola; Mezőgazdasági, Bp., 1989 (Kék könyvek)
  - (A Trója kincse címen is)
- A gyilkos fekete mamba; ford. Zigány Árpád; Mezőgazdasági, Bp., 1989 (Kék könyvek)
  - (A három igaz ember címen is)
- A kalandor. Detektívregény; Mahir–RTV, Bp., 1989 (Denevér könyvek)
  - (Kató és a tizek címen is)
- A titokzatos ház. Detektívregény; ford. Házsongárdy Gábor; Mahir–RTV, Bp., 1989 (Denevér könyvek)
- A bosszúálló; ford. Fodor Erzsébet; Rakéta, Bp., 1989 (Nosztalgia regények)
- Fehér arc. Bűnügyi regény; ford. Kálmán A. György; Európa, Bp., 1989 (Fekete könyvek)
  - (A fehér álarc címen is)

### 1989–
- A bíró vétke. Regény; ford. Z. Tábori Piroska; Fortuna, Bp., 1990 (Kék könyvek)
- Edgar Wallace történetek két nyelven / Kid glove Harry. Glaszékesztyűs Harry / White stockings. A keselylábú ló; ford. Molnár Sándor; Bagolyvár, Bp., 1990
- Az akasztott kéz bosszúja; ford. Kosáryné Réz Lola; Mezőgazdasági, Bp., 1990 (Kék könyvek)
  - (A titokzatos banda címen is)
- Az alvilág kísértete; ford. Wiesner Juliska; Fortuna, Bp., 1990 (Kék könyvek)
  - (A repülő gárda címen is)
- A zöldszemű szörny; ford. B. Czeke Vilma; Fortuna, Bp., 1990 (Kék könyvek)
  - (A zöld rozsda címen is)
- Sába királynőjének öve; ford. Német Zoltán, Varga István; Hunga-print, Bp., 1994 (Hunga könyvek)
- Az álarcos béka. Regény; ford. Sebestyén Ede; Hunga-print, Bp., 1994 (Hunga könyvek)
- A vörös kör; ford. Németh Zoltán, Varga István; Hunga-print, Bp., 1995 (Hunga könyvek)
- A smaragd nyaklánc; Hungalibri, Bp., 2000; ford. Németh Zoltán, Varga István (Hunga könyvek)
- Az árnyember / A páncélterem; Hungalibri, Bp., 1998; ford. Németh Zoltán, Varga István (Hunga könyvek)
- Az eltűnt millió. A dilettáns zsaroló; ford. Balogh Barna; K.u.K. K., Bp., 2008
  - (A dilettáns zsaroló címen is)
- Az árulók kapuja; ford. Németh Zoltán, Varga István; K.u.K., Bp., 2009
- A különös grófnő; ford. Németh Zoltán, Varga István; K.u.K., Bp., 2011 (Klasszikus krimi)
- A turf vámszedői; ford. Mihályi Antal; Barnaföldi G. Archívum, Bp., 2012
- A címerpajzs; ford. Németh Zoltán, Varga István; Fapadoskonyv.hu, Bp., 2012
- Hét lakattal lezárt ajtó; ford. Braun Soma; Detektív, Onga, 2013
  - (Hét lakat alatt címen is)
- A hatalom könyve; ford. Sz. Gyömrői Boriska; jav., átdolg. kiad.; Hermész Média, Bp., 2015 (Skorpió könyvek)

## Fordítás
- Ez a szócikk részben vagy egészben a Edgar Wallace című angol Wikipédia-szócikk ezen változatának fordításán alapul.  Az eredeti cikk szerkesztőit annak laptörténete sorolja fel. Ez a jelzés csupán a megfogalmazás eredetét és a szerzői jogokat jelzi, nem szolgál a cikkben szereplő információk forrásmegjelöléseként.